# Adriana Ruano Oliva
Adriana Ruano Oliva (Ciudad de Guatemala, 26 de junio de 1995) es una deportista y nutrióloga guatemalteca que compite en tiro, en la modalidad de tiro al plato.
Participó en dos Juegos Olímpicos de Verano en los años 2020 y 2024, obteniendo una medalla de oro en París 2024 en la prueba de foso, siendo la primera medalla de oro que obtiene Guatemala en unos Juegos Olímpicos. En los Juegos Panamericanos de 2023 consiguió una medalla de oro.

## Trayectoria
Ruano estuvo involucrada en el deporte, comenzando con ballet a los 3 años y luego combinándolo con la gimnasia artística. A pesar de su inicial inclinación hacia la gimnasia, su interés se centró en esta disciplina tras conocer a la gimnasta olímpica Luisa Fernanda Portocarrero.
A los 7 años, Ruano se unió a la Federación Nacional de Gimnasia de Guatemala y, a los 8 años, formó parte de la selección nacional. Sin embargo, a los 16 años, sufrió una lesión en la columna que le impidió participar en los clasificatorios nacionales para los Juegos Olímpicos de Londres 2012. Este evento marcó un cambio significativo en su carrera deportiva.
A finales de 2012, Ruano comenzó a practicar tiro con armas de caza, una disciplina que se ajustaba a sus nuevas condiciones físicas. En 2018, logró clasificar a los Juegos Olímpicos de Tokio 2020, donde debutó el 27 de julio de 2021 en la prueba de foso femenino individual, obteniendo el 26º lugar con 110 puntos. Su desempeño ese año la posicionó como la mejor latinoamericana en el ranking mundial femenino.
En los Juegos Olímpicos de París 2024, Ruano alcanzó el oro en la final de foso. En una final emocionante, comenzó en la tercera posición y logró un rendimiento sobresaliente, con puntuaciones de 24 y 25 en las rondas clasificatorias. Su desempeño en la final, derribando 45 platos y estableciendo un récord olímpico, le permitió conseguir la primera medalla de oro olímpica para Guatemala.

## Palmarés internacional
| Juegos Olímpicos                  | Juegos Olímpicos          | Juegos Olímpicos  | Juegos Olímpicos |
| Año                               | Lugar                     | Medalla           | Prueba           |
| --------------------------------- | ------------------------- | ----------------- | ---------------- |
| 2024                              | París (Francia)           | Medalla de oro    | Foso             |
| Juegos Panamericanos              |                           |                   |                  |
| Año                               | Lugar                     | Medalla           | Prueba           |
| 2023                              | Santiago de Chile (Chile) | Medalla de oro    | Foso             |
| Campeonato Iberoamericano de Tiro |                           |                   |                  |
| Año                               | Lugar                     | Medalla           | Prueba           |
| 2019                              | Lima (Perú)               | Medalla de bronce | Foso             |

## Premios y condecoraciones
- Gran Collar de la Orden del Soberano Congreso Nacional de Guatemala (27 de agosto de 2024).[8]
- Orden Vicepresidencial (9 de junio de 2025).[9]